# مکناس تافیلالت
مکناس تافیلالت یکی از منطقه‌های مراکش بود که در شمال این کشور واقع داشت و با الجزایر دارای مرز مشترک بود. این منطقه ۷۹٬۳۱۰ کیلومتر مربع مساحت داشت. جمعیت این منطقه در سال ۲۰۰۴، برابر با ۲٬۱۴۱٬۵۲۷ نفر بوده است. شهر مکناس مرکز این منطقه بود.

## تقسیمات اداری
منطقه مکناس تافیلالت از بخش‌ها و شهرستان‌های زیر تشکیل شده است:
- بخش ال اسماعیلیه
- بخش مکناس المنزه
- شهرستان ارفان
- شهرستان الحاجب
- شهرستان الرشیدیه
- شهرستان خنیفره

## پیشینه
در این ناحیه به‌ویژه در شهر باستانی ولیلی، آثار قابل توجهی از دوران پیش از تاریخ یافت می‌شود. این شهر همچنین در گذشته سکونتگاه فنیقیان و رومیان بوده است.